# Смартизм
Смартизм — одна з чотирьох основних деномінацій індуїзму. Термін смарта вживається щодо тих, хто шанує Веди та Шастри. В основному це послідовники філософської школи адвайта-веданта Аді Шанкара.
Для смартів особливо важливі тексти смріті, похідні від ведичних текстів шруті. На відміну від інших деномінацій індуїзму, що шанують одного із богів індуїстського пантеону, як головного, смарти притримуються традиції шести думок (шанмата), яка вшановує шість різних проявів Бога (Ганеша, Шива, Шакті, Вішну, Сур'я та Сканда).

## Особливості
Найшанованіші з релігійних текстів у традиції смартізма — смріті, які є частиною священних писань — Вед. Саме від смріті смартізм отримав свою назву. Шанкара примирив різні традиції послідовників Вед, очистивши ці традиції від парадоксів і протиріч. Він стверджував, що будь-якому з різних індуїстських богів можна поклонятися, згідно з приписами, даними у смріті. Він довів, що поклоніння різним божествам не суперечать Ведам, оскільки всі божества — різні прояви Брахмана. Його філософія прийнята багатьма, оскільки він досяг успіху в переконанні брахманів свого часу в тому, що його тлумачення найбільш близьке до первісного змісту, закладеного у Ведах. Брахман розглядається Шанкаром як ніргуна (не персоналізований Абсолют) і як саргуна (особистісна форма Брахмана, такого яким його бачить для себе кожна конкретна людина). Таким чином, з точки зору традиції смартізма, Абсолют може мати атрибутами саргуна і є об'єктом поклоніння в кожній зі своїх форм, яку індивідуум может собі уявити.

### Адвайта-веданта
Адвайта - найвідоміша з усіх шкіл веданти і основна філософська школа смартизму. Адвайта в буквальному перекладі означає «неподвійність». Її основоположником прийнято вважати Шанкар (788—820), який продовжив філософську лінію деяких вчителів Упанішад, зокрема, лінію своєї парам-гуру Гаудапада. Аналізуючи три стадії досвіду, він встановив єдину реальність Брахмана, в якій індивідуальна душа і Брахман єдині і не відрізняються. Особистісний аспект Бога, Ішвара, виступає як маніфестація Брахман для матеріального розуму індивіда, що перебуває під впливом ілюзорної потенції, званої авідья.

### Різниця з іншими індуїстськими традиціями

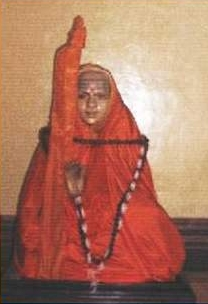
Шанкара — засновник традиції смартизму

Смартисти вважають, що людина вільна у виборі специфічного аспекту Бога для поклоніння. На відміну від них, вайшнави вважають, що єдиний гідний поклоніння бог — Вішну (або Крішна), а інші форми негідні поклоніння як його підлеглі. Відповідно вішнуїтів, наприклад, вважають, що тільки через поклоніння Вішну або Крішні людина може досягти мокші. Так само шиваїти розділяють подібні вірування щодо Шиви. Багато шиваїтів вважають, що Шакті поклоняються для досягнення Шиви, для інших же Шакті безособовий Абсолют. У шактизму акцент зроблений на жіночому початку, через який розуміється непроявлений чоловік, Шива.
Смартисти, як і багато шиваїтів і вайшнаві, вважають, що Сур'я — один з аспектів Бога. Однак шиваїти і вайшнави, наприклад, відрізняються від смартистів тим, що вони розцінюють Сурью як аспект Шиви і Вішну, відповідно. Наприклад, в богослов'ї шиваїтів Сонце, є однією з восьми форм Шиви, Ашта-мурті. Також, Ганеша і Сканда, для більшості шиваїтів, є аспектами Шакті і Шиви, відповідно.

## Практики смартизму

### Розпорядок дня
Смартисти вважають практику дхарми важливішою ніж поклоніння. Це — відмінна особливість дхармічних релігій. Методи включають головним чином яджани. Розпорядок дня включає виконання таких практик як (останні дві названі виконуються тільки в деяких будинках в сучасній Індії):
- Снан (купання);
- Джапа;
- Пуджа;
- Асана;
- Агніхотра.

### Об'єкти поклоніння
Більшість смартистів поклоняється принаймні одному з таких богів: Шива, Вішну, Деві (наприклад, Лакшмі, Сарасваті, Дурга, Калі), Ганеша, Сур'я, та Сканда.
Шанкара може бути названий засновником сучасної практики смартизму. Він відповідно шанується в смартизмі як гуру. Ачар'я рекомендував смартистам слідувати практиці Панчаятана-Пуджа. Ця пуджа включає поклоніння першим п'яти вище згаданим божествам. У цій формі віросповідання навіть сімейне божество може шануватися як верховна особистість бога. Інші боги повинні бути розташовані біля них і їм також (за бажанням послідовника) може надаватися повагу
Є різні зведення правил для кожної стадії життя людини. Стадіями життя, встановлених у Ведах, є Брахмачар'я, Ґріхастга, Ванапрастга і Санньяса. Ці чотири стадії зазвичай тривають одна за одною, в залежності від віку, зрілості, розумового розвитку та кваліфікації. У кожної стадії є свій власний звід правил, якому зобов'язані слідувати всі розташовані на цій стадії.